# Observatorio George Bishop

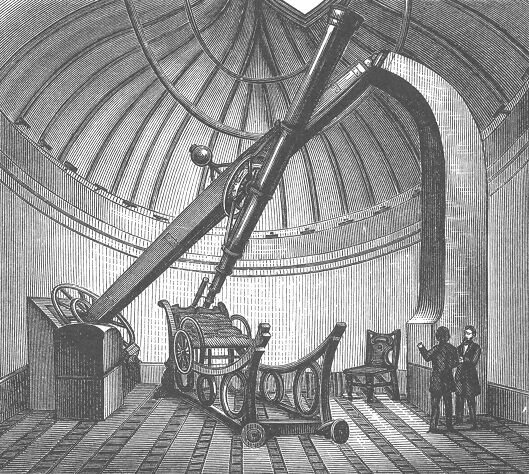
El Observatorio George Bishop en 1850.

El Observatorio George Bishop fue un observatorio astronómico construido en 1836 por el astrónomo George Bishop cerca de su residencia en la South Villa de Regent's Park, Londres. Estaba equipado con un refractor Dollond de 180mm. Se le asignó el número 969 en la lista de observatorios de la Unión Astronómica Internacional.
El reverendo William Rutter Dawes llevó a cabo en este observatorio sus notables investigaciones de estrellas dobles desde 1839 a 1844; John Russell Hind comenzó allí su trayectoria en octubre del año siguiente. Desde que la detección de Karl Ludwig Hencke de Astrea el 8 de diciembre de 1845 mostrase la perspectiva de éxito en la búsqueda de nuevos planetas, los recursos del observatorio se dirigieron hacia esa dirección, con resultados sobresalientes. Entre 1847 y 1854 Hind descubrió diez asteroides en el observatorio, y Albert Marth uno. Otros astrónomos notables que usaron el observatorio fueron Eduard Vogel, Charles George Talmage y Norman Robert Pogson.
El observatorio cerró con la muerte de Bishop en 1861, y en 1863 los instrumentos y la bóveda fueron trasladados a la residencia de George Bishop júnior en Meadowbank, Twickenham, donde fue construido un nuevo observatorio que siguió el mismo sistema de trabajo hasta su cierre en 1877. Actualmente, en el lugar del observatorio George Bishop se encuentra el Regent's University London.

## Asteroides descubiertos
Los siguientes asteroides fueron descubiertos desde el Observatorio George Bishop:
- (7) Iris, el 13 de agosto de 1847 por John Russell Hind
- (8) Flora, el 18 de octubre de 1847 por John Russell Hind
- (12) Victoria, el 13 de septiembre de 1850 por John Russell Hind
- (14) Irene, el 19 de mayo de 1851 por John Russell Hind
- (18) Melpomene, el 24 de junio de 1852 por John Russell Hind
- (19) Fortuna, el 22 de agosto de 1852 por John Russell Hind
- (22) Calíope, el 16 de noviembre de 1852 por John Russell Hind
- (23) Talía, el 15 de diciembre de 1852 por John Russell Hind
- (27) Euterpe, el 8 de noviembre de 1853 por John Russell Hind
- (29) Anfitrita, el 1 de marzo de 1854 por Albert Marth
- (30) Urania, el 22 de julio de 1854 por John Russell Hind